# اطلس شیعه
اطلس شیعه کتابی است به زبان فارسی، اثر رسول جعفریان که در ۷۴۳ صفحه و ۱۲ فصل تدوین شده‌است. سایت کتابخانه تخصصی تاریخ اسلام و ایران این کتاب را اینگونه تعریف می‌کند: «اطلس شیعه یک اثر تألیفی – پژوهشی است که هدف اصلی آن ارائه تصویری جغرافیایی – تاریخی از شیعه در طول تاریخ اسلام از آغاز تا به امروز است. در این کتاب تلاش شده‌است تا تاریخ شیعه در قالب نقشه‌های جغرافیایی ارائه شده و حدود پیشرفت تشیع درهر مقطع تاریخی و در هر نقطه جغرافیایی نشان داده شود.» در این کتاب تلاش شده تا نقشه جغرافیایی ارائه شود و پیشرفت تشیع در هر مقطع تاریخی بر روی نقشه نمایش داده شود. از کتاب اطلس شیعه در بیست و دومین نمایشگاه کتاب تهران، با حضور مصطفی محمد نجار رونمایی شد. پس از رونمایی، این کتاب با محدودیت در خرید، در نمایشگاه کتاب همان سال ارائه شد و کتابخانه‌های عمومی و مراکز علمی به جهت محدودیت تیراژ کتاب، می‌توانستند این کتاب را با ۱۰ درصد تخفیف خریداری نمایند.

## هدف و انگیزه
این اثر به جهت توصیه سید علی خامنه‌ای و به سفارش سازمان جغرافیایی نیروهای مسلح گردآوری شده‌است. هدف اصلی این اثر ارائه تصویری جغرافیایی-تاریخی از شیعه در طول تاریخ اسلام از آغاز تا به امروز است. منظور از شیعه در این کتاب، اعم از شیعه دوازده‌امامی است و شامل زیدیه، اسماعیلیه و علویان نیز می‌شود و تاریخ آنان را نیز دربردارد. جعفریان تلاش نموده تا از روش‌های سه‌گانه زیر، اهدافش از تألیف کتاب را محقق سازد:
- ارائه مواد تاریخی و توضیحی دربارهٔ سیر تطور شیعه
- ارائه نقش‌های جغرافیایی
- ارائه جداول

## وضعیت نشر
این کتاب توسط انتشارات سازمان جغرافیایی نیروهای مسلح در سال ۱۳۸۷ به چاپ رسیده‌است. کتاب اطلس شیعه به زبان عربی ترجمه شده و نسخه‌ای نرم‌افزاری از آن نیز تهیه و توزیع شده‌است. به اعتقاد جعفریان، ترجمه عربی این اثر که به حمایت و تأکید سید علی سیستانی صورت گرفته‌است، نسبت به نسخه اصلی فارسی، دقت و قوت بیشتری دارد. کار ترجمه این اثر از سال ۱۳۸۹ تا ۱۳۹۱ به طول انجامید و در انتشارات بین‌المللی الهدی به چاپ رسید و در عراق رونمایی شد.

## بخش‌ها
کتاب اطلس شیعه، از فصل‌های ۱۲گانه تشکیل شده که عبارتند از:
- فصل اول (آغاز تشیع): در تعریف شیعه و بیان فرقه‌ها
- فصل دوم (امامان شیعه): زندگانی ائمه دوازده‌گانه شیعه
- فصل سوم (تشیع در شهرهای ایران): بررسی مناطق مختلف شیعی از تاریخ و سرگذشت
- فصل چهارم (دولت‌های شیعه در ایران): از دولت علویان در طبرستان تا دولت سید روح‌الله خمینی
- فصل پنجم (تشیع در عراق): بررسی شهرهای مهم عراق در گذشته و حال و تحول شیعه در مناطق تا دولت وقت عراق
- فصل ششم (تشیع در جزیره العرب): بررسی تشیع در عربستان و شهرهای شرقی آن و مناطقی چون بحرین، قطر و…
- فصل هفتم (تشیع در شامات): ورود تشیع به شام و سوریه و بررسی تشیع در لبنان و اوضاع کنونی شیعیان لبنان
- فصل هشتم (تشیع در آفریقا): بررسی سلسله علویان ادریسی و دولت فاطمی و رسوخ و نفوذ تشیع در کشورهای مختلف آفریقایی در صدساله اخیر
- فصل نهم (تشیع در شبه قاره و افغانستان): دولت‌های شیعی در مناطقی چون حیدرآباد و نواحی هند، کشمیر و پاکستان و احوال شیعیان در این مناطق و نفوذ تشیع در کشورهای مالزی، اندونزی و تایلند
- فصل دهم (تشیع در قفقاز و ترکیه): شیعیان آذربایجان و همین‌طور استانبول و دیگر شهرهای ترکیه
- فصل یازدهم (تشیع در اروپا): بحثی دربارهٔ شیعیان بریتانیا، آلمان، و همین‌طور ایتالیا و بلژیک و نفوذ تشیع در اروپا در قرن اخیر
- فصل دوازدهم (تشیع در آمریکا): بررسی شیعیان آمریکا و کانادا و موسسات شیعی در این مناطق

## پیامدها
پس از انتشار کتاب، سرانجام در تیرماه ۱۳۹۰ در دانشگاه اصفهان و به همکاری دانشکده ادبیات و علوم انسانی دانشگاه اصفهان و دانشجویان آن، نشستی برگزار نمودند که در طی آن، منجر به ارائه مقالات و تحقیقات فراوانی در زمینه اطلس شیعه گردآوری شد. در این کارگروه که به کارگروه نقد اطلس شیعه شناخته می‌شود، نقدهایی به کتاب اطلس شیعه رسول جعفریان وارد و این اثر، مورد بررسی و بازبینی قرار گرفت. در ادامه این کنفرانس، رسول جعفریان در جایگاه سخنران قرار گرفته و به برخی از نقدها پاسخ گفت. در پایان از رسول جعفریان به جهت تألیف کتاب اطلس شیعه، تقدیر و تجلیل شد.

## جوایز
در بیست و هفتمین جشنواره کتاب سال جمهوری اسلامی ایران، کتاب اطلس شیعه در حوزه تاریخ، اثر برگزیده معرفی و از آن تجلیل شد. همچنین به‌طور همزمان برنده جایزه جلال آل احمد و جشنواره فارابی شد.